# Toldy Ferenc-díj
A Toldy Ferenc-díjat 1981-ben alapította a Magyar Irodalomtörténeti Társaság az egyetemi, főiskolai oktatók, kutatók, muzeológusok, általános és középiskolai tanárok irodalomtörténeti munkásságának elismerése céljából. A díjjal oklevelet és emlékérmet kap a kitüntetett irodalmár.

## Díjazottak

### 1981
- Bán Imre
- Mohácsy Károly
- Orosz László

### 1982
- Martinkó András

### 1983
- Baránszky-Jób László
- Stoll Béla

### 1984
- Kontra Györgyné
- Nagy Miklós

### 1985
- Kulcsár Adorján
- Szalai Anna

### 1986
- Blatt György
- Vizkelety András

### 1987
- Baróti Dezső
- Praznovszky Mihály
- Takács József

### 1988
- Fülöp László
- Harkány László
- Németh József

### 1989
- Jelenits István
- Komlovszki Tibor
- Péter László

### 1990
- Madocsai László
- Szörényi László
- Vadas Ferenc

### 1991
- Fábiánné Szenczi Ibolya
- Imre László
- Leblancé Kelemen Mária

### 1992
- Beke József
- Kováts Dániel
- Wéber Antal

### 1993
- Kovács Ferencné Ónodi Irén
- Szabó Ferenc
- Szilágyi Ferenc

### 1994
- Farkasné Juhász Krisztina
- Forgács Anna
- Horváth Károly

### 1995
- Amacziné Bíró Zsuzsa
- Fehér József
- Tamás Attila

### 1996
- Juhász Béla
- Kovalovszky Miklós
- Mohácsi Ágnes

### 1997
- Bognár Zoltán
- Margócsy József
- Sin Edit

### 1998
- Bajtai Mária
- Karácsony Sándor
- Káldos Márta

### 1999
- Borbás László
- Csetri Lajos
- Kerényi Ferenc

### 2000
- Balogh Endréné
- Birck Edit
- Rónay László

### 2001
- Bíró Ferenc
- Kelecsényi László
- Tóth Boldizsárné

### 2002
- Botka Ferenc
- Kissné Kovács Adrienne
- Kovács Anna

### 2003
- Bakó Endre
- Mezei Márta
- Somi Éva

### 2004
- Kispálné Lucza Ilona
- Lami Pál
- Monostori Imre

### 2005
- Ács Anna
- Bárdos József
- Tverdota György

### 2006
- Fried István
- Pálffy Cézár Károly
- Orbán Edit

### 2007
- Bánszky István
- Kabdebó Lóránt
- Kovács Sándor Iván[1]
- Praznovszky Mihály[2]
- Szurmay Ernő

### 2008
- Láng Gusztáv
- Tóth Gyuláné
- Tóthné Zoller Klára

### 2009
- Dávidházi Péter
- Fenyő D. György
- E. Csorba Csilla

### 2010
- Szathmári István
- Árpás Károly
- Fülöp Lajos

### 2011
- Debreczeni Attila
- Tóth Tibor
- Farkas László

### 2012
- Angyalosi Gergely
- Molnár Péterné
- Füzi László

### 2013
- Eisemann György
- Diószegi Endre
- Farkas Márta

### 2015
- Bernáth Árpád
- Góg János[3]
- Román Károly

### 2016
- Hargittay Emil
- Hajas Zsuzsa[4]

### 2020
- Bakonyi István[5]
- Fűzfa Balázs[6]

### 2022
- Szénási Zoltán[7]

### 2023
- Holczer József[8]